# Catharina von Berchner
Catharina von Berchner, född 1672, död 1769, var en svensk brukspatron. Hon var brukspatron på Häfla bruk från 1705 till 1759. 
Hon var dotter till brukspatronen Georg Thomas von Berchner och Elisabeth Störning och gifte sig 1696 med revissionssekreteraren Johan Andersson Gyllenkrook, som avled 1710, och fick fem barn. 1723 gifte hon om sig med landshövdingen friherre Jonas Folkern Cedercreutz, som avled 1727. 
Catharina von Berchner ärvde Häfla  hammarsmedja i Östergötland  från sin far och drev den ensam i 54 år med hjälp av sin bokhållare och en driftsansvarig mästersmed. Hon var framgångsrik, och hennes totalproduktion uppgick låg 1742 på 690 skeppund (104 ton), vilket var betydligt över snittet för den delen av landet (510 skeppund). Hon ansökte 1729, 1737 och fick 1740 framgångsrikt tillstånd att få överstiga smidet för sysselsättningens skull, med argumentet att överskottet annars skulle bli så lite att hon då skulle föredra att avveckla, något som skulle ha påverkat sysselsättningen i hela landsändan. 
Hon pensionerade sig 1759 och överlät då bruket på sin sonson.